# Langedijk
Langedijk este o comună în provincia Olanda de Nord, Țările de Jos. 

## Localități componente
Broek op Langedijk, Koedijk, Noord-Scharwoude, Oudkarspel, Sint Pancras, Zuid-Scharwoude.